# Myrmecodesmus aconus
Myrmecodesmus aconus är en mångfotingart som först beskrevs av Shear 1973.  Myrmecodesmus aconus ingår i släktet Myrmecodesmus och familjen fingerdubbelfotingar. Inga underarter finns listade i Catalogue of Life.